# كارل فرديناند فايفر

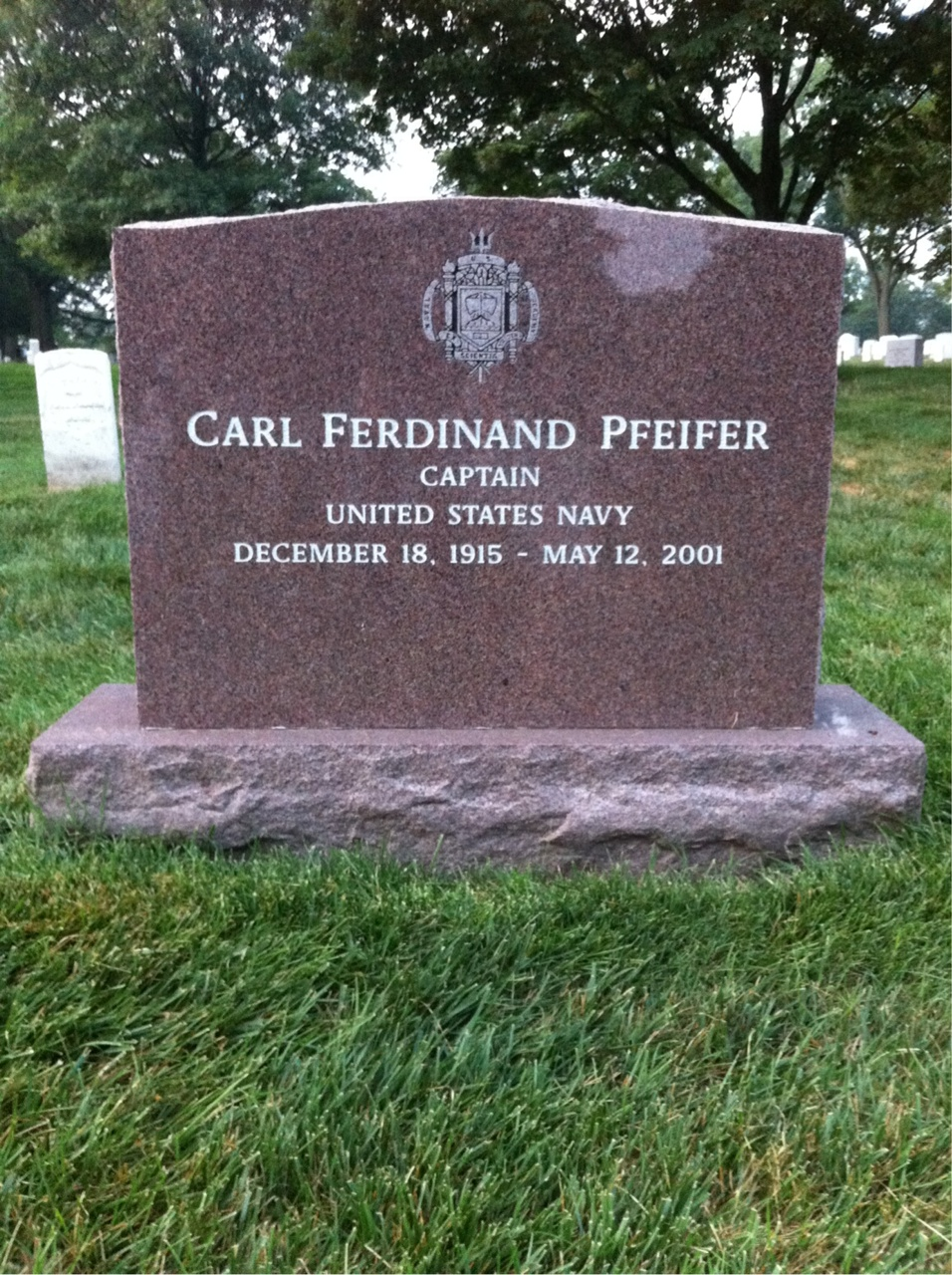
قبر كارل فرديناند فايفر، في مقبرة أرلينغتون الوطنية.

كارل فرديناند فايفر (بالإنجليزية: Carl Ferdinand Pfeifer)‏ هو ضابط أمريكي، ولد في 18 ديسمبر 1915، وتوفي في 12 مايو 2001.